# スーセントマリー運河
座標: 北緯46度30分26.3秒 西経84度21分5.6秒 / 北緯46.507306度 西経84.351556度

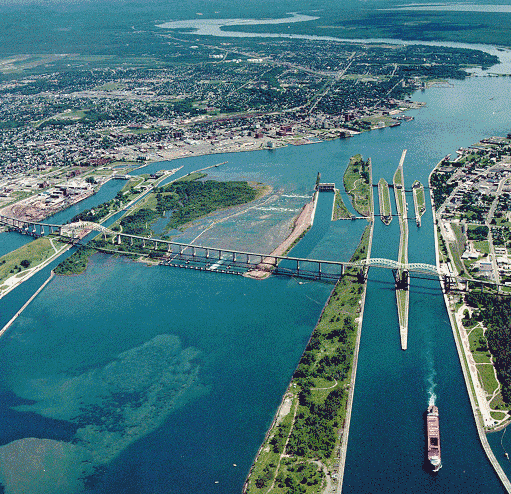
スーセントマリー運河
左: カナダ・オンタリオ州スーセントマリー
右: アメリカ合衆国ミシガン州スーセントマリー

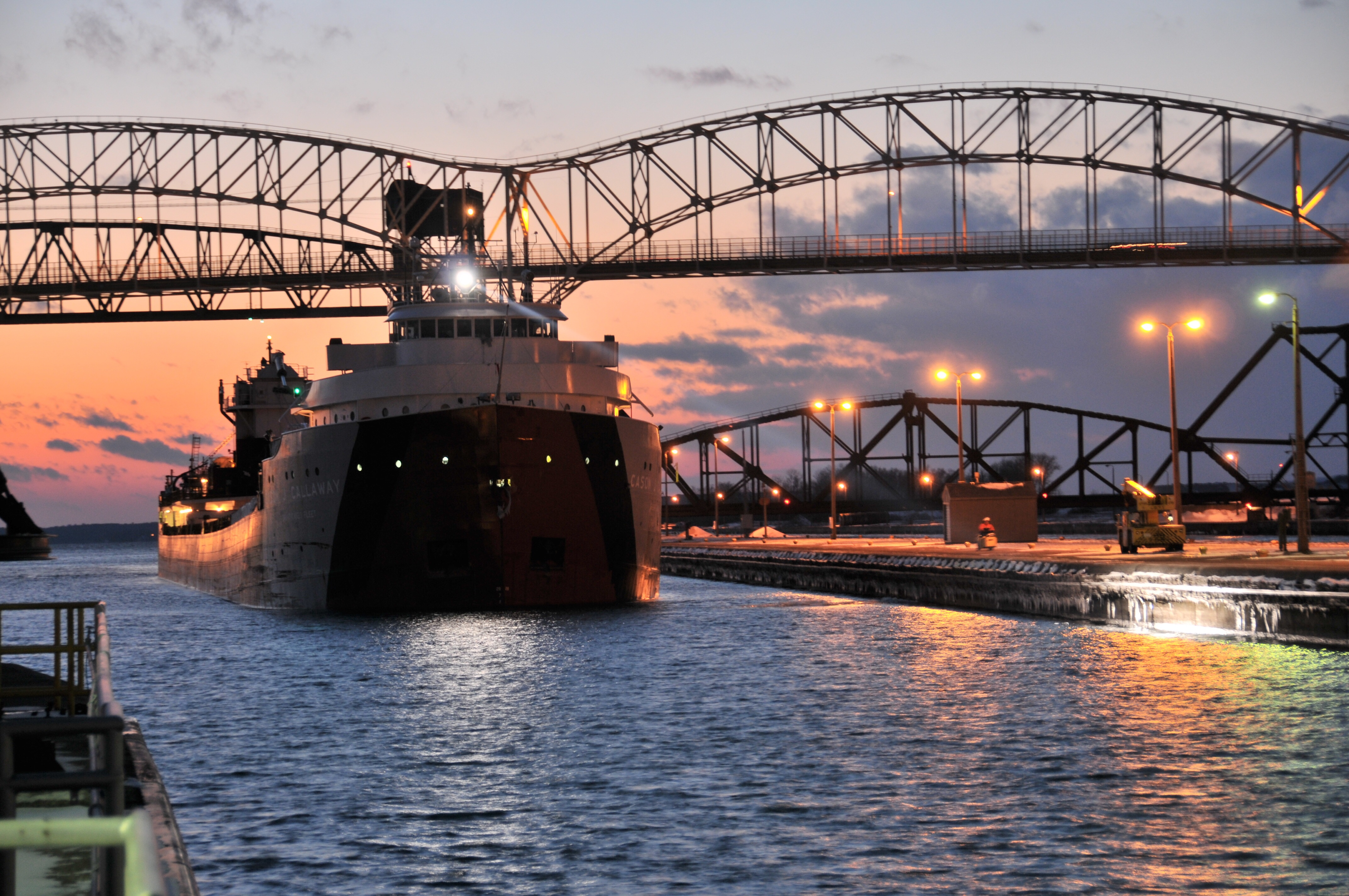
シーズン最後の船（1月15日）

スーセントマリー運河（スーセントマリーうんが、英語：Sault Ste. Marie Canal）は、スペリオル湖とヒューロン湖をつなぐ運河。アメリカ合衆国とカナダの国境を流れるセントメアリーズ川の両側に掘られている。
運河はアメリカ合衆国ではSoo Locks、カナダではSault Ste. Marie Canalとそれぞれ呼ばれている。セントメアリーズ川の落差7mの急流を避け、2つの湖の高低差を克服して船舶の航行を可能にするため、運河にはパナマ運河などと同様に閘門が用いられている。アメリカ合衆国側運河には4つ、カナダ側運河には1つの閘門が設けられている。スーセントマリー運河は世界で最も交通量の多い運河の1つで、年間約12,000隻の船舶が通航する。五大湖・セントローレンス川の氷結のため同水路上の水上交通が行われない冬季、毎年1月中頃から3月にかけては、スーセントマリー運河の閘門は休止となる。休止期間中には、主に閘門の検査やメンテナンスが行われている。
運河の南側にはミシガン州スーセントマリー、北側にはオンタリオ州スーセントマリーの町がそれぞれ広がっている。ミシガン州スーセントマリーは約16,000人、オンタリオ州スーセントマリーは約75,000人の人口を抱えている。この2つの町はスーセントマリー国際橋で結ばれており、運河とセントメアリーズ川を自動車で超えることができる。橋の南詰はアメリカ合衆国の州間高速道路I-75の北の終点となっている。

## アメリカ合衆国側

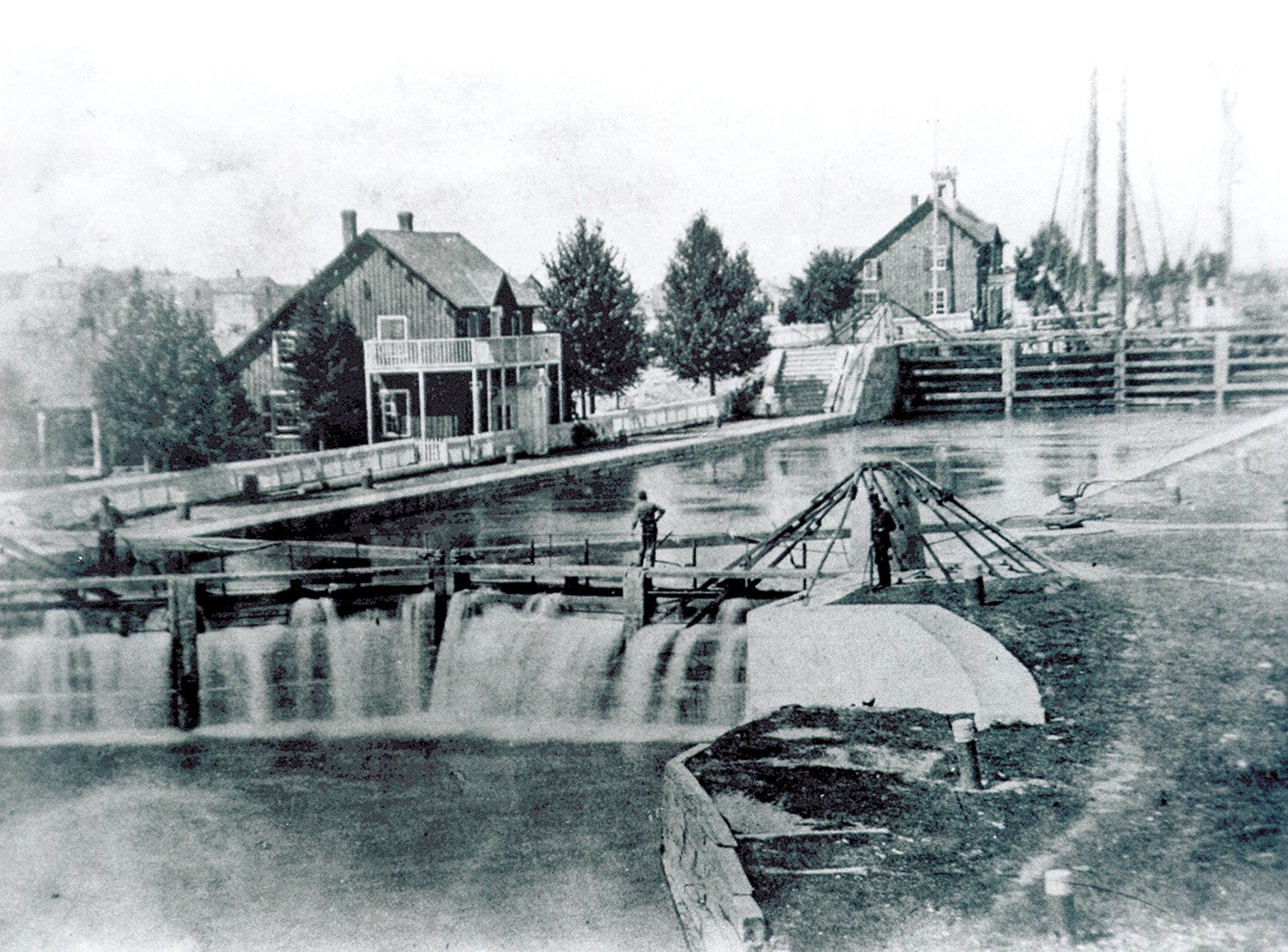
19世紀のスーセントマリー運河

アメリカ合衆国側の2.6kmの運河には4つの閘門が並列して設けられている。スーセントマリー運河を通航するほとんどの船舶はこちらを通る。アメリカ合衆国側の運河の正式名称はSt. Marys Falls Ship Canalというが、Soo Locksという通称で呼ばれることのほうが多い。運河はアメリカ合衆国陸軍工兵司令部の管轄下に置かれている。アメリカ合衆国側の最初の閘門が設けられたのは1855年5月であった。
- デービス閘門（Davis Lock） - 1914年完成。長さ411m、幅24m、水深7m。現存する閘門の中で最も古いものであるが使用頻度は低く、交通量が特に多いときに軽量の貨物船や観光ツアー船など小型の船舶を通航させるのに用いられている。この閘門を初めて通航したのはジェームズ・A・ファレル号（SS James A Farrell）であった。並列する4つの閘門のうち北から2番目。

- サビン閘門（Sabin Lock） - 1919年完成。長さ411m、幅24m、水深7mで上記のデービス閘門と同じ大きさである。現在は使われていない。4つのうち一番北側。

- マッカーサー閘門（MacArthur Lock） - 1943年完成。長さ244m、幅24m、水深9m。ウェランド運河を通るオンタリオ湖以東やアメリカ合衆国/カナダ国外からの船舶はこの閘門を通ることができるため、これらの船舶を通航させるために使われている。この閘門を初めて通航したのはカール・D・ブラッドレー号（SS Carl D. Bradley）であった。一番南側。

- ポー閘門（Poe Lock） - セントローレンス海路が全通したあと、1968年に完成した。長さ366m、幅34m、水深10m。船腹量72,000tの船舶を通航させることができる。エリー湖以西の便でのみ用いられている大型の船舶はこの閘門でしか通航させることができない。デービス閘門とマッカーサー閘門の間にある。

なお予算がまだついていないが、デービス閘門とサビン閘門に代わる、新しく大きい閘門を設置するプロジェクトが持ち上がっている。新閘門はそれぞれの旧閘門の内部に建てられる予定である。
毎年6月最終金曜日には、「技術者の日」と称して、普段は安全面への配慮から立入禁止になっている閘門の内部を一般に公開している。この一般公開の日には、見学者はマッカーサー・ポーの2閘門を通航する船舶を近くで見ることができる。

## カナダ側

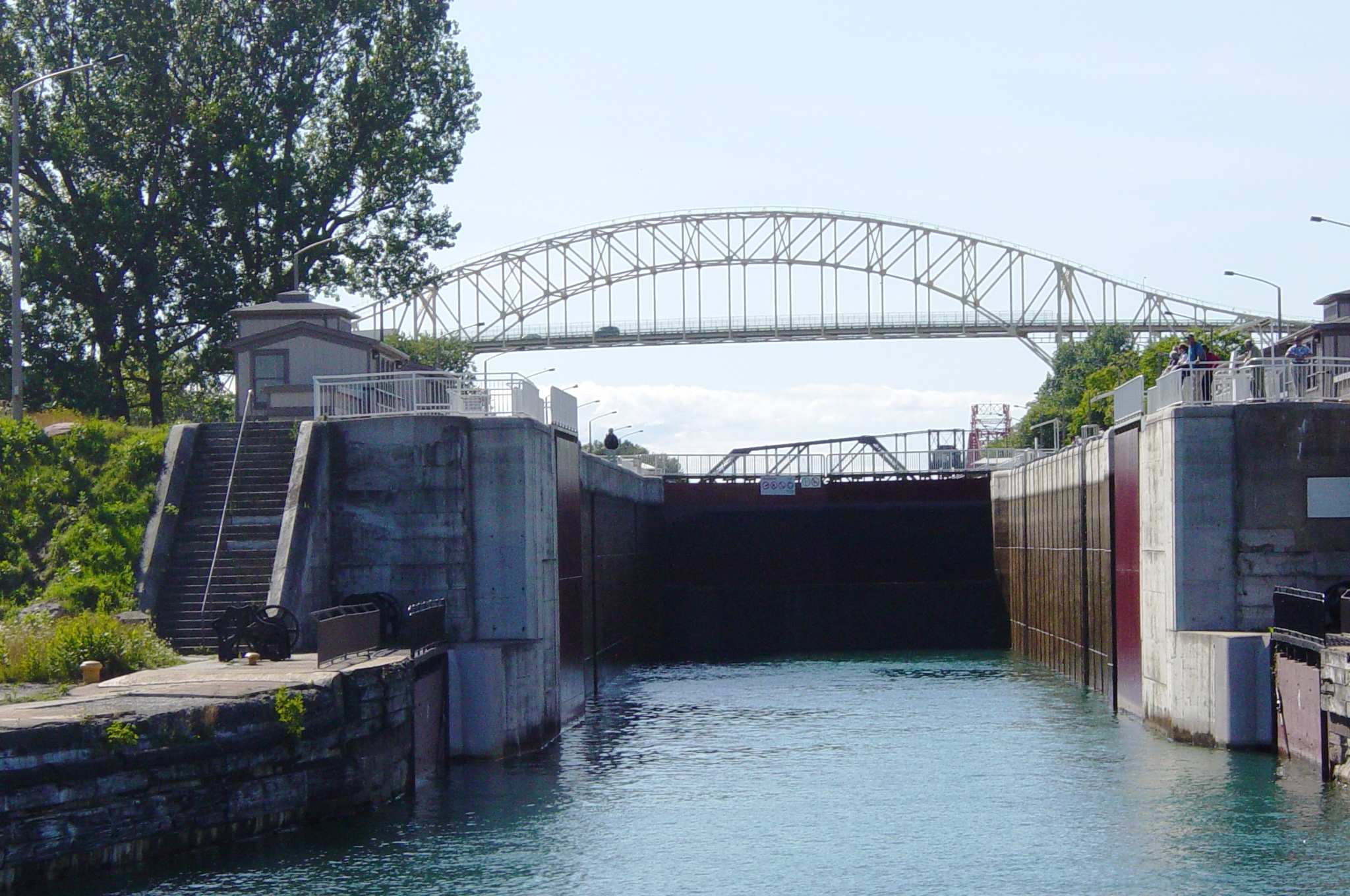
カナダ側運河の閘門

カナダ側にも長さ1.6kmの運河がある。カナダ側の運河の閘門は1つだけで、最初の閘門は1895年に完成した。1987年にこの最初の閘門は壊れ、1998年に建て直された。新しく建て直された閘門は長さ77m、幅15.4m、水深3mで、アメリカ合衆国側の4つの閘門と比べるとかなり小さい。そのため、カナダ側の運河は主に観光ツアー用や娯楽用の小型の船舶を通航させるためにのみ使われ、五大湖・セントローレンス川水系における水上交通の主役である、鉄鉱石や穀物等を積んだ大型の船舶はすべてアメリカ合衆国側の運河を通っている。
カナダ側の運河は国定史跡に指定されている。周辺は公園として整備されており、観光名所のひとつとなっている。アメリカ合衆国側の運河とは異なり、閘門や通航する船舶を間近で見ることのできるスペースも設けられている。夏季にはガイドつきのツアーも開催されている。